# 박건우 (1990년)
박건우(朴健祐, 1990년 9월 8일 ~ )는 KBO 리그 NC 다이노스의 외야수이다. 개명 전 이름은 '박승재'이다. 그의 매형은 전 KBO 리그 두산 베어스의 투수인 장원준이다.

## 아마추어 시절
2007년 서울고등학교 1학년 때 현재 이름으로 개명했다. 서울고등학교 시절 주전 3루수로 유격수 안치홍과 함께 서울고등학교 타선을 이끄는 중심 타자였다. 고등학교 3학년 때인 2008년에는 에드먼턴세계청소년야구선수권대회에 선발됐고, 대회에서 우승했다. 2009년 신인 드래프트 2차 2라운드(전체 10순위)에 지명됐다.

## 두산 베어스시절
2009년에 두산 베어스에 입단했다. 2009년에는 주로 퓨처스리그에서 뛰었다. 2009년 퓨처스리그 올스타로 선발되어 출장해 손아섭의 타구를 잡아내는 호수비를 보여줬다. 9월 2일 한화와의 연장전 데뷔 첫 타석에서 내야 안타를 친 뒤 고영민의 끝내기 안타로 득점을 기록하며 데뷔 첫 경기에서 첫 타석 첫 안타, 첫 득점을 기록했다.
2010년 퓨처스리그에서 12경기 출장해 17타수 2안 타율 0.118를 기록했다.

## 경찰 야구단시절
2010년 시즌 후에 입단하였다.

## 두산 베어스복귀

### 2013년
시범 경기에서 좋은 활약으로 개막전 엔트리에 이름을 올렸으나 4월 5일 LG전까지 7타수 무안타로 타격 침체를 겪으며 2군으로 내려갔다. 4월 27일 NC전을 앞두고 고영민이 1군에서 말소되며 그가 1군에 복귀했고, 정수빈의 대수비로 출전 후 이성민을 상대로 데뷔 첫 홈런을 기록했다.

### 2014년
김현수, 정수빈, 민병헌의 활약으로 1군에서 기회를 많이 받지 못하고 1군과 2군을 오갔다. 정수빈이 데뷔 후 최고의 성적을 내며 출전 기회가 줄었고, 2군에서도 잔부상에 시달렸다. 시즌 47경기에 출장해 1할대 타율, 11안타, 3타점으로 부진했다.

### 2015년
시즌 70경기에 출전해 3할대 타율, 54안타, 5홈런, 26타점의 성적을 기록했다.

### 2016년
당시 감독이었던 김태형은 그를 김현수의 공백을 메울 선수로 낙점했다. 6월 16일 KIA전에서 역대 20번째 사이클링 히트를 기록했다.

### 2017년
시즌 초반 타격 침체를 겪었지만 그 이후 반등해 시즌 타율 2위를 기록했다. 그리고 구단 최초 20-20 클럽에 가입했다.
2017년 시즌 131경기 출장해 177안타(20홈런) 91득점 78타점 타율 0.366 장타율 0.582 출루율 0.424를 기록했다.
시즌 후 골든글러브 외야수 부문 후보에 올랐으나, 버나디나에 밀려 99표만 받고, 수상에는 실패했다.

### 2018년
9월 26일 넥센전에서 김상수를 상대로 끝내기 안타를 쳐 냈다.
2018년 10월 7일 KIA전에서 윤석민을 상대로 끝내기 홈런을 쳐 냈다.

### 2019년
시즌 127경기에 출전해 3할대 타율, 146안타(10홈런), 64타점을 기록했다.

### 2020년
8월 23일 리카르도 핀토를 상대로 5년 연속 두 자릿수 홈런을 기록했다.

## NC 다이노스시절
2021년 시즌 후 FA 자격을 얻었고, 2021년 12월 14일 6년 총액 100억원(계약금 40억, 연봉 총액 54억, 인센티브 6억)에 계약을 맺고 이적했다. 그의 보상 선수로는 강진성이 지명됐다.

### 2022년 시즌
4월 13일 키움 히어로즈와의 경기에서 정찬헌을 상대로 시즌 첫 홈런을 기록했다. 4월 한 달 간 25경기에 출전해 타율 0.351(107타수 33안타), 1홈런, 16타점을 기록하며 구단 4월 MVP를 수상했다. 5월 18일 키움 히어로즈와의 경기에서 장재영을 상대로 KBO 리그 역대 105번째 통산 500타점을 기록했다. 5월 22일 KIA 타이거즈와의 경기에서 이의리를 상대로 시즌 2호, 1점 홈런을 기록하면서 KBO 리그 역대 83번째 통산 600득점을 달성했다. 5월 한 달 간 타율 0.307(87타수 23안타), 2홈런, 14타점을 기록했다. 5월부터 허벅지 미세 통증을 겪으면서 경기를 출전했으나 5월 31일 한화 이글스와의 경기에서 주루 중 불편을 느껴 검진을 받았고, 왼쪽 허벅지 앞부분 근육 손상이 발견돼 1군에서 말소됐다.
8월 7일 롯데 자이언츠와의 경기에서 이인복을 상대로 KBO 리그 역대 99번째 1100안타를 기록했다. 8월 23일 롯데 자이언츠와의 경기에서 KBO 리그 역대 169번째 통산 네 자릿수 경기 출장을 기록했다. 8월 27일 kt 위즈와의 경기에서 이채호를 상대로 KBO 리그 역대 37번째 7년 연속 세 자릿수 안타를 기록했다. 시즌 막판까지 이정후, 피렐라와 타격왕 경쟁을 했으나 3위에 그쳤다.
시즌 111경기에 출전해 3할대 타율(3위), 137안타(10홈런), 61타점, 장타율 0.458, 출루율 0.408을 기록했다.

### 2023년 시즌
5월 19일 삼성 라이온즈와의 경기에서 7회말 이승현을 상대로 KBO 리그 역대 104번째 통산 세 자릿수 홈런을 기록했다. 5월 23일 롯데 자이언츠와의 경기에서 나균안을 상대로 KBO 리그 역대 83번째 1200안타를 기록했다. 올스타전 투표에서 처음으로 BEST 12에 선정됐다. 7월 한 달 간 19타수 10안타 6타점 5득점 타율 0.270 출루율 0.342 장타율 0.432를 기록했다.
8월 1일 롯데 자이언츠와의 경기에서 4타수 4안타, 1볼넷, 1타점, 2득점으로 5번 출루하며 팀의 승리를 이끌었다. 경기에서 진승현을 상대로 KBO 리그 역대 52번째 통산 250번째 2루타를 기록했다. 8월 16일 한화 이글스와의 경기에서 박상원을 상대로 KBO 리그 역대 21번째 8년 연속 세 자릿수 안타를 기록했다. 8월 21경기 출장해 27안타 타율 0.380 1홈런 13타 OPS 1.028을 기록하면서 구단에서 선정한 타자 MVP에 선정됐다. 9월 1일 삼성 라이온즈와의 경기에서 김시현을 상대로 KBO 리그 역대 74번째 600타점을 기록했다. 9월 27일 KIA 타이거즈와의 경기에서 KBO 리그 역대 67번째 통산 700득점을 기록했다. 10월 10일 한화 이글스와의 경기에서 주현상을 상대로 KBO 리그 역대 74번째 1300안타를 기록했다.
2023년 시즌 130경기 출장해 146안타(홈런 12) 70득점 85타 타율 0.319 출루율 0.397 장타율 0.480을 기록했다. 시즌 종료 후 KBO 골든글러브 외야수 부문에서 수상하면서 생애 첫 골든글러브를 수상했다.

#### 포스트시즌

##### 와일드카드 결정전
두산 베어스와의 와일드카드 결정전에서 3타수 1안타 2득점을 기록했다.
- 기록

| 타율  | 경기 | 타수 | 득점 | 안타 | 2루타 | 3루타 | 홈런 | 루타 | 타점 | 도루 | 도실 | 볼넷 | 사구 | 삼진 | 병살 | 장타율 | 출루율 | 실책 |
| ----- | ---- | ---- | ---- | ---- | ----- | ----- | ---- | ---- | ---- | ---- | ---- | ---- | ---- | ---- | ---- | ------ | ------ | ---- |
| 0.333 | 1    | 3    | 2    | 1    | 0     | 0     | 0    | 1    | 0    | 0    | 0    | 1    | 1    | 1    | 0    | 0.333  | 0.600  | 0    |

##### 준플레이오프
SSG 랜더스와의 준플레이오프에서 3경기 출장해 13타수 6안타 3득점 3타점을 기록했다. 포스트시즌에 약하다는 이미지와는 달리 맹활약을 했다.
- 기록

| 타율  | 경기 | 타수 | 득점 | 안타 | 2루타 | 3루타 | 홈런 | 루타 | 타점 | 도루 | 도실 | 볼넷 | 사구 | 삼진 | 병살 | 장타율 | 출루율 | 실책 |
| ----- | ---- | ---- | ---- | ---- | ----- | ----- | ---- | ---- | ---- | ---- | ---- | ---- | ---- | ---- | ---- | ------ | ------ | ---- |
| 0.462 | 3    | 13   | 3    | 6    | 0     | 0     | 0    | 6    | 3    | 0    | 0    | 0    | 0    | 1    | 2    | 0.42   | 0.462  | 0    |

##### 플레이오프
kt 위즈와의 플레이오프에서 5경기 출장해 19타수 5안타 1홈런 2득점 4타점을 기록했다. 2차전에서 벤자민을 상대로 2점홈런을 기록했다.
- 기록

| 타율  | 경기 | 타수 | 득점 | 안타 | 2루타 | 3루타 | 홈런 | 루타 | 타점 | 도루 | 도실 | 볼넷 | 사구 | 삼진 | 병살 | 장타율 | 출루율 | 실책 |
| ----- | ---- | ---- | ---- | ---- | ----- | ----- | ---- | ---- | ---- | ---- | ---- | ---- | ---- | ---- | ---- | ------ | ------ | ---- |
| 0.263 | 5    | 19   | 2    | 5    | 2     | 0     | 1    | 10   | 4    | 0    | 0    | 0    | 0    | 3    | 0    | 0.526  | 0.250  | 1    |

### 2024년 시즌
5월 4일 SSG 랜더스와의 경기에서 우익수 3번타자로 출장하면서 KBO리그 역대 119번째 1200경기 출장했다. 1회초에 엘리아스를 상대로 안타를 기록하면서 KBO리그 역대 67번째 2000루타도 기록했다. 6월 19일 두산 베어스와의 경기에서 3회초 2사 2루에서 최원준을 상대로 시즌 7호 홈런을 기록했다. 6월 21일 SSG 랜더스와의 경기에서 조병현을 상대로 8회초 시즌 8호 홈런을 기록했다. 7월 3일 SSG 랜더스와의 경기에서 엘리아스를 상대로 3회말 1사 2루에서 시즌 9호 홈런을 기록했다. 6월 30일 LG 트윈스와의 경기에서 7회말 1사 1,2루에서 김진성을 상대로 안타를 기록했다. 이 안타는 KBO리그 역대 65번째 1400안타였다.
7월 10일 삼성 라이온즈와의 경기에서 4회 무사에서 레예스를 상대로 안타를 기록했다. 이 안타로 KBO리그 역대 17번째 9시즌 연속 100안타를 기록했다. 5회초 2사 1루에서 레예스를 상대로 안타를 기록하면서 KBO리그 역대 61번째 통산 2100루타를 기록했다. 7월 26일 롯데 자이언츠와의 경기에서 3회말 1사에서 박세웅이 던진 공에 손목을 맞으면서 척골 골절 및 인대 손상으로 시즌 아웃됐다.
2024년 시즌 89경기 출장해 111안타(13홈런) 58득점 53타점 타율 0.344 장타율 0.542 출루율 0.409를 기록했다.

### 2025년 시즌
5월 11일 두산 베어스와의 경기에서 3회초 콜 어빈에게 사구를 맞으면서 500 4사구를 달성했다. KBO리그 역대 95번째 기록이었다.

## 국가대표 경력
- 2017년 WBC
- 2019년 WBSC 프리미어 12
- 2020년 도쿄 올림픽
- 2023년 WBC

이용찬, 구창모와 함께 선발됐다.
4경기에 출전해 16타수 6안타(2홈런), 5득점, 6타점, 타율 0.375, 출루율 0.412, 장타율 0.813을 기록했다.
3월 10일 일본과의 B조 1라운드 경기에서 이마나가 쇼타를 상대로 1점 홈런을 쳐 냈다. 3월 13일 중국과의 경기에서는 만루 홈런을 쳐 냈다.

## 수상경력
- KBO 골든글러브 : 2023년 (외야수 부문)

## 등번호
- '15' (2009년)
- '56' (2013년 ~ 2014년)
- '37' (2015년 ~ 현재)

## 출신 학교
- 서울역삼초등학교
- 이수중학교
- 서울고등학교

## 주요 기록
| 기록                 | 날짜            | 소속팀 | 상대팀 | 상대투수 | 구장 | 기타                              |
| -------------------- | --------------- | ------ | ------ | -------- | ---- | --------------------------------- |
| 역대 104번째 100홈런 | 2022년 5월 19일 | NC     | 삼성   | 이승현   | 창원 | 종전 기록 : 2023년 5월 6일 최주환 |

| 기록                      | 날짜            | 소속팀 | 상대팀 | 상대투수 | 구장 | 기타                              |
| ------------------------- | --------------- | ------ | ------ | -------- | ---- | --------------------------------- |
| 역대 105번째 통산 500타점 | 2022년 5월 18일 | NC     | 키움   | 장재영   | 창원 |                                   |
| 역대 74번째 통산 600타점  | 2023년 9월 1일  | NC     | 삼성   | 김시현   | 대구 | 종전 기록 : 2023년 4월 6일 채은성 |

| 기록                     | 날짜            | 소속팀 | 상대팀 | 상대투수 | 구장 | 기타                               |
| ------------------------ | --------------- | ------ | ------ | -------- | ---- | ---------------------------------- |
| 역대 83번째 통산 600득점 | 2022년 5월 22일 | NC     | KIA    | 이의리   | 광주 | 종전 기록 : 2022년 4월 17일 허경민 |
| 역대 67번째 통산 700득점 | 2023년 9월 27일 | NC     | KIA    | 산체스   | 창원 | 종전 기록 : 2023년 7월 4일 김재환  |

| 기록                                | 날짜             | 소속팀 | 상대팀 | 상대투수 | 구장 | 기타                               |
| ----------------------------------- | ---------------- | ------ | ------ | -------- | ---- | ---------------------------------- |
| 역대 99번째 통산 1100안타           | 2022년 8월 9일   | NC     | 롯데   | 이인복   | 사직 | 종전 기록 : 2022년 6월 22일 김재호 |
| 역대 37번째 7년 연속 세 자릿수 안타 | 2022년 8월 27일  | NC     | kt     | 이채호   | 창원 | 종전 기록 : 2021년 9월 4일 박해민  |
| 역대 83번째 통산 1200안타           | 2023년 5월 23일  | NC     | 롯데   | 나균안   | 사직 | 종전 기록 : 2023년 4월 21일 구자욱 |
| 역대 52번째 통산 250 2루타          | 2023년 8월 1일   | NC     | 롯데   | 진승현   | 사직 | 종전 기록 : 2023년 6월 30일 오재일 |
| 역대 21번째 8시즌 연속 100안타      | 2023년 8월 16일  | NC     | 한화   | 박상원   | 창원 | 종전 기록 : 2022년 9월 18일 구자욱 |
| 역대 74번째 통산 1300안타           | 2023년 10월 10일 | NC     | 한화   | 주현상   | 창원 | 종전 기록 : 2023년 9월 19일 구자욱 |
| 역대 65번째 통산 1400안타           | 2024년 6월 30일  | NC     | LG     | 김진성   | 창원 | 종전 기록 : 2024년 6월 23일 서건창 |
| 역대 17번째 9시즌 연속 100안타      | 2024년 7월 10일  | NC     | 삼성   | 레예스   | 대구 | 종전 기록 : 2023년 8월 17일 구자욱 |

| 기록                      | 날짜            | 소속팀 | 상대팀 | 상대투수 | 구장 | 기타                               |
| ------------------------- | --------------- | ------ | ------ | -------- | ---- | ---------------------------------- |
| 역대 67번째 통산 2000루타 | 2024년 5월 4일  | NC     | SSG    | 엘리아스 | 인천 | 종전 기록 : 2024년 4월 10일 김상수 |
| 역대 61번째 통산 2100루타 | 2024년 7월 10일 | NC     | 삼성   | 레예스   | 대구 | 종전 기록 : 2024년 7월 2일 오재일  |

| 기록                            | 날짜            | 소속팀 | 상대팀 | 상대투수 | 구장 | 기타                               |
| ------------------------------- | --------------- | ------ | ------ | -------- | ---- | ---------------------------------- |
| 역대 169번째 통산 1000경기 출장 | 2022년 8월 23일 | NC     | 롯데   |          | 창원 | 종전 기록 : 2022년 8월 7일 박민우  |
| 역대 119번째 통산 1200경기 출장 | 2024년 5월 4일  | NC     | SSG    |          | 인천 | 종전 기록 : 2023년 9월 10일 장성우 |

| 기록                       | 날짜            | 소속팀 | 상대팀 | 상대투수 | 구장 | 기타                              |
| -------------------------- | --------------- | ------ | ------ | -------- | ---- | --------------------------------- |
| 역대 95번째 통산 500 4사구 | 2025년 5월 11일 | NC     | 두산   | 콜 어빈  | 잠실 | 종전 기록 : 2024년 8월 9일 홍창기 |

## 통산 기록
| 연도 | 팀명   | 타율  | 경기 | 타수 | 득점 | 안타 | 2루타 | 3루타 | 홈런 | 루타 | 타점 | 도루 | 도실 | 볼넷 | 사구 | 삼진 | 병살 | 실책 |
| ---- | ------ | ----- | ---- | ---- | ---- | ---- | ----- | ----- | ---- | ---- | ---- | ---- | ---- | ---- | ---- | ---- | ---- | ---- |
| 2009 | 두산   | 0.200 | 5    | 5    | 1    | 1    | 0     | 0     | 0    | 1    | 0    | 0    | 0    | 0    | 0    | 1    | 0    | 0    |
| 2013 | 두산   | 0.271 | 34   | 48   | 12   | 13   | 1     | 0     | 1    | 17   | 7    | 2    | 3    | 1    | 1    | 11   | 4    | 0    |
| 2014 | 두산   | 0.180 | 47   | 61   | 7    | 11   | 4     | 1     | 0    | 17   | 3    | 1    | 0    | 4    | 0    | 13   | 0    | 2    |
| 2015 | 두산   | 0.342 | 70   | 158  | 31   | 54   | 12    | 0     | 5    | 81   | 26   | 2    | 1    | 12   | 3    | 29   | 2    | 2    |
| 2016 | 두산   | 0.335 | 132  | 484  | 95   | 162  | 36    | 4     | 20   | 266  | 83   | 17   | 6    | 38   | 9    | 86   | 9    | 3    |
| 2017 | 두산   | 0.366 | 131  | 483  | 91   | 177  | 40    | 2     | 20   | 281  | 78   | 20   | 3    | 41   | 10   | 64   | 15   | 4    |
| 2018 | 두산   | 0.326 | 125  | 488  | 79   | 159  | 24    | 6     | 12   | 231  | 84   | 7    | 3    | 28   | 10   | 65   | 14   | 1    |
| 2019 | 두산   | 0.319 | 127  | 458  | 83   | 146  | 27    | 5     | 10   | 213  | 64   | 12   | 3    | 60   | 7    | 57   | 23   | 3    |
| 2020 | 두산   | 0.304 | 129  | 487  | 103  | 148  | 40    | 0     | 14   | 230  | 70   | 8    | 2    | 42   | 12   | 65   | 9    | 2    |
| 2021 | 두산   | 0.325 | 126  | 458  | 82   | 149  | 31    | 2     | 6    | 202  | 63   | 13   | 0    | 50   | 11   | 72   | 16   | 1    |
| 2022 | NC     | 0.336 | 111  | 408  | 52   | 137  | 18    | 1     | 10   | 187  | 61   | 3    | 3    | 44   | 8    | 62   | 10   | 3    |
| 2023 | NC     | 0.319 | 130  | 458  | 70   | 146  | 34    | 2     | 12   | 220  | 85   | 7    | 5    | 56   | 9    | 71   | 14   | 0    |
| 2024 | NC     | 0.344 | 89   | 323  | 58   | 111  | 23    | 1     | 13   | 175  | 53   | 4    | 0    | 33   | 4    | 54   | 7    | 1    |
| 통산 | 13시즌 | 0.327 | 1256 | 4319 | 764  | 1414 | 290   | 24    | 123  | 2121 | 677  | 96   | 84   | 409  | 84   | 650  | 123  | 22   |

- 굵은 글씨는 해당 시즌 최고 기록